# Rebel Dykes
Rebel Dykes (en español: Bolleras Rebeldes) es un documental de 2021 dirigido por Siân A. Williams y Harri Shanahan sobre la escena lésbica en Londres durante las décadas de 1980 y 1990.
En 2021, la película ganó el premio Iris a mejor largometraje, el premio al mejor documental en el Pornfilmfestival Berlin, una mención especial del jurado en el KASHISH Mumbai International Queer Film Festival, y fue nominada al Raindance Discovery Award en los British Independent Film Awards, y al premio a mejor largometraje en los BAFTA escoceses. Siobhan Fahey creó Riot Productions para producir Rebel Dykes.

## Sinopsis
La película es un documental, narrado por el elenco con material de archivo, imágenes y animación (esta última creada por Harri Shanahan).
La historia cubre algunas de las experiencias del elenco en el Campamento de Paz de Mujeres de Greenham Common, el club S&M Chain Reaction, las protestas contra la introducción de la Sección 28, incluida la invasión lésbica de la BBC, el rapel en la Cámara de los Lores y el impacto del SIDA en la comunidad LGBT, así como la homofobia de la época. El documental sigue a las mujeres en sus vidas actuales, algunas viviendo en comunas de mujeres, todavía haciendo cabaret drag en la Royal Vauxhall Tavern y cubriendo un evento de reunión de reminiscencias en DIY Space For London.
La película también tiene una banda sonora destacada, con bandas como Poison Girls, The Brendas, The Sleeze Sisters, Sluts from Outer Space, Amy and the angels, Mouth Almighty, The Petticoats, Sister George, Well Oiled Sisters y Gymslips mencionadas, y su música incluida, para narrar la historia.

## Reparto
- Del LaGrace Volcano
- Debbie Smith
- Lisa Power
- Roz Kaveney

## Recepción
La película recibió una calificación de 100% en Rotten Tomatoes basada en 12 reseñas, a fecha de 4 de noviembre de 2024. 

## Proyecto de Historia de Rebel Dykes
Además de la película, el Proyecto de Historia de Rebel Dykes ha sido un proyecto más largo compuesto por historias orales, exposiciones de arte, otros cortometrajes y más.
Paralelamente al estreno de la película, en 2021 se realizó la exposición Rebel Dykes Art & Archive Show en la galería Space Station Sixty-Five en Kennington, al sur de Londres. Fue comisariada por Atalanta Kernick, con Kat Hudson de Lesley Magazine. El Archivo Rebel Dykes se conserva en la Biblioteca Bishopsgate del Instituto Bishopsgate, Londres. 